# Capillipedium parviflorum
Capillipedium parviflorum är en gräsart som först beskrevs av Robert Brown, och fick sitt nu gällande namn av Otto Stapf. Capillipedium parviflorum ingår i släktet Capillipedium och familjen gräs. Inga underarter finns listade i Catalogue of Life.

## Bildgalleri

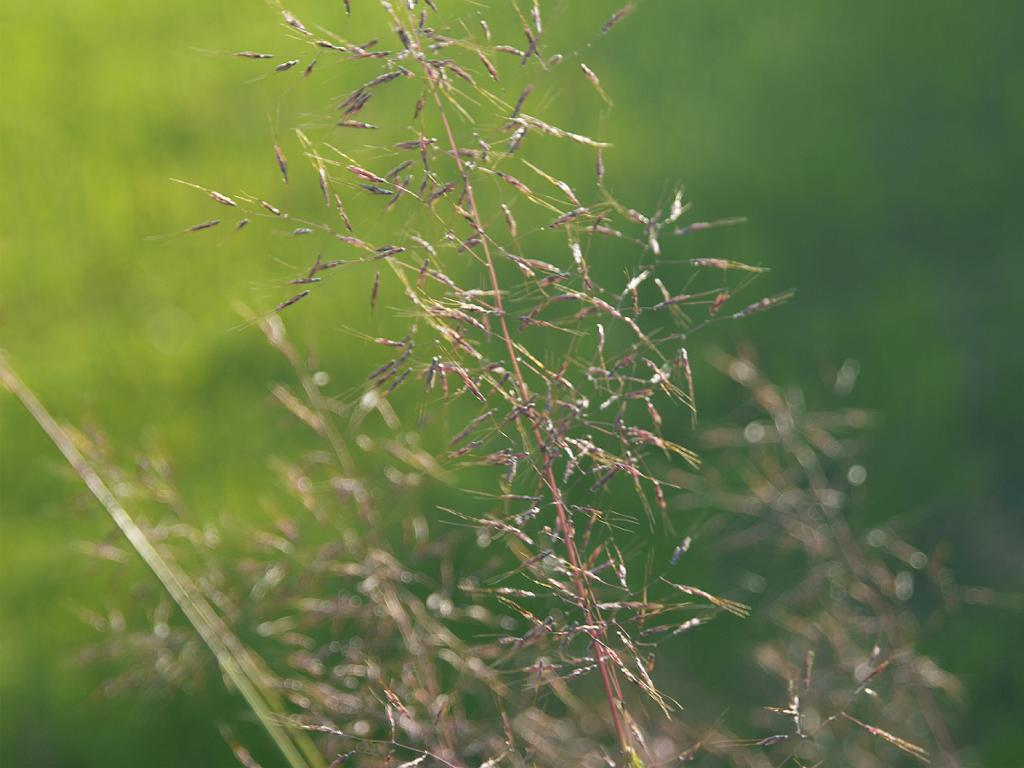
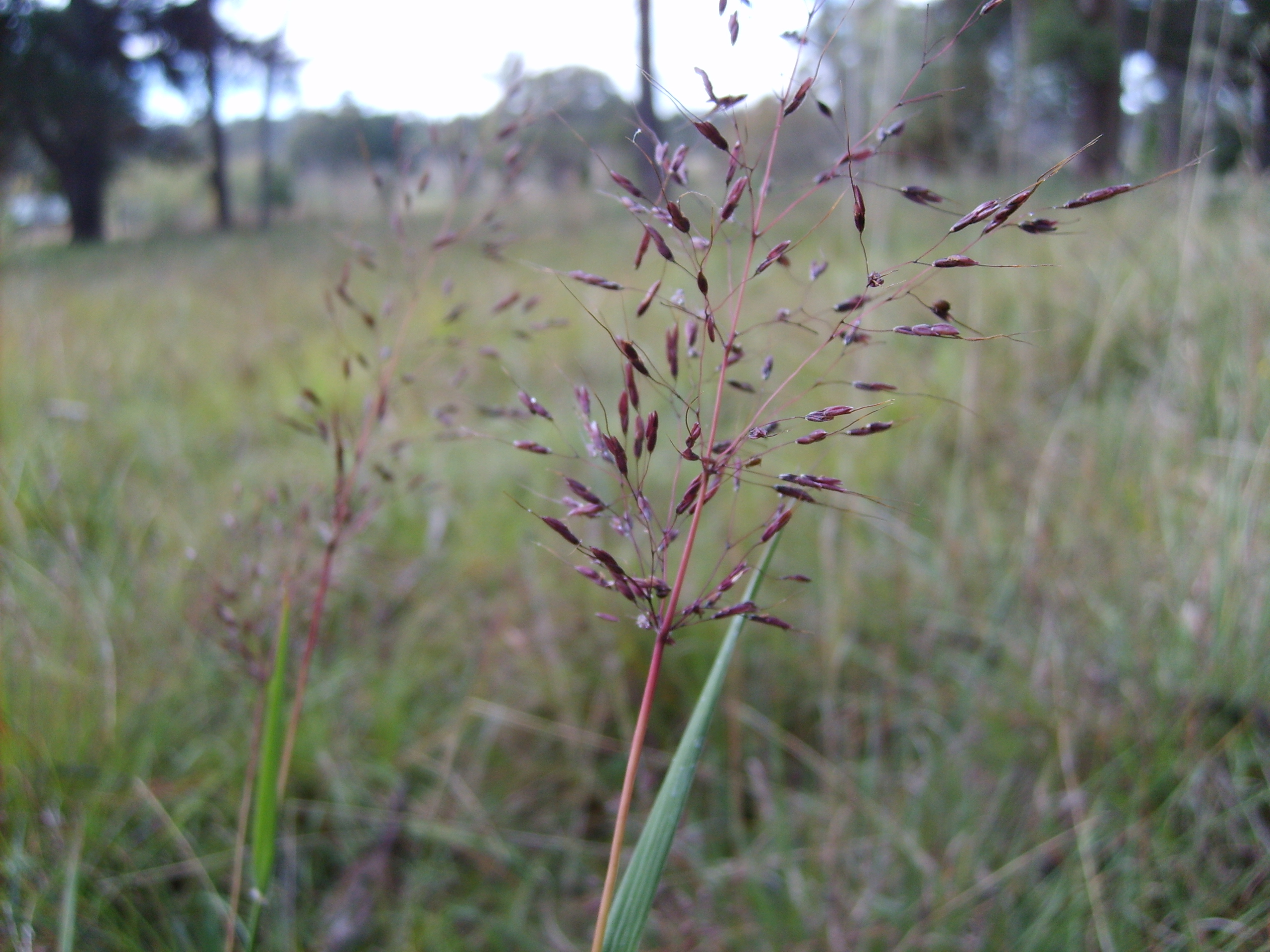